# Small Screen Rendering
Small Screen Rendering (engl. Darstellung für kleine Bildschirme; kurz: SSR) ist eine Technologie, die es erlaubt, Websites beliebiger Größe auf einem kleinen Display (z. B. Mobiltelefon) ohne horizontales Scrollen darzustellen.
Entwickelt wurde das Small Sceen Rendering von dem Unternehmen Opera Software, welches den Webbrowser Opera entwickelt. Erstmals eingesetzt wurde die Technik in der Version 4 von Opera Mini.

## Technik
Mit Small Screen Rendering wird die angezeigte Seite so reformatiert, dass sie anschließend auch auf beispielsweise einem nur 128 Pixel kleinen Display angezeigt werden kann, ohne an Funktionalität einzubüßen. Dabei entsteht eine der Anzeigengröße entsprechende Säule mit dem Inhalt der Seite vertikal angeordnet, sodass lediglich herunter bzw. herauf gescrollt werden muss. Zu großer Inhalt (Listen, Navigationsleisten etc.) wird hinter einem +-Zeichen versteckt und kann bei Bedarf aufgeklappt werden.